# Klajtonija
Klajtonija (lat. Claytonia), biljni rod raširen po gotovo cijeloj Sjevernoj Americi, istočnoj Rusiji i kraju između Kaspijskog jezera i Mongolije. Opisao ga je Carl Linné 1753. i uključen je u porodicu bunarkovki (Montiaceae). Rodu pripada mu 32 priznatih vrsta.
Rod je imenovan po kolonijalnom američkom botaničaru Johnu Claytonu. Tipična vrsta je Claytonia virginica L. zeljasta trajnica s istoka Sjedinjenih Država.

## Vrste
1. Claytonia acutifolia Pall. ex Willd.
2. Claytonia arctica Adam
3. Claytonia arenicola L. F. Hend.
4. Claytonia arkansana Yatsk., R. Evans & Witsell
5. Claytonia caroliniana Michx.
6. Claytonia cordifolia S. Watson
7. Claytonia crawfordii Stoughton
8. Claytonia exigua Douglas ex Torr. & A. Gray
9. Claytonia gypsophiloides Fisch. & C. A. Mey.
10. Claytonia joanneana Roem. & Schult.
11. Claytonia lanceolata Pursh
12. Claytonia megarhiza (A. Gray) Parry ex S. Watson
13. Claytonia multiscapa Rydb.
14. Claytonia nevadensis S. Watson
15. Claytonia obovata Rydb.
16. Claytonia ogilviensis Mc Neill
17. Claytonia ozarkensis John M. Mill. & K. L. Chambers
18. Claytonia palustris Swanson & Kelley
19. Claytonia panamintensis Stoughton
20. Claytonia parviflora Douglas ex Hook.
21. Claytonia peirsonii (Munz & I. M. Johnst.) Stoughton
22. Claytonia perfoliata Donn.
23. Claytonia rosea Rydb.
24. Claytonia rubra (Howell) Tidestr.
25. Claytonia sarmentosa C. A. Mey.
26. Claytonia saxosa Brandegee
27. Claytonia scammaniana Hultén
28. Claytonia serpenticola Stoughton
29. Claytonia sibirica L.
30. Claytonia tuberosa Pall. ex Willd.
31. Claytonia udokanica Zuev
32. Claytonia umbellata S. Watson
33. Claytonia virginica L.
34. Claytonia washingtoniana (Suksd.) Suksd.

## Sinonimi
- Belia Steller ex S.G.Gmel.
- Limnia Haw.